# Jack Manini
 (octobre 2018).
Si vous disposez d'ouvrages ou d'articles de référence ou si vous connaissez des sites web de qualité traitant du thème abordé ici, merci de compléter l'article en donnant les références utiles à sa vérifiabilité et en les liant à la section « Notes et références ».
Jack Manini est un dessinateur et scénariste de bande dessinée français, né le 9 juillet 1960 à Montargis en Loiret.

## Biographie
Ses premiers récits sont publiés dans les journaux Circus, Pilote, Zoulou, Chic, etc. 
Son premier album, Je Swingue, paraît chez Futuropolis en 1985. Trois ans plus tard, il signe Le Cobaye chez Albin-Michel. Il poursuit en dessinant L'Archimage Robert avec Froideval en 1991 chez Zenda.
Il publie la trilogie Mycroft Inquisitor écrite par Arleston à partir de 1995 chez Soleil. Il écrit chez le même éditeur KO avec Michel Chevereau au dessin en 2000. L'année suivante, il dessine Estelle sur scénario de Raymond Maric chez Carabas. Il retrouve Michel Chevereau en 2005 chez Glénat avec La loi du Kanun.
Il reçoit avec Olivier Mangin et Bérengère Marquebreucq, le prix Historia de la bande dessinée historique en 2013 pour La Guerre des amants, t.1, Rouge Révolution.
Il est également auteur de livres pour enfants.

## Œuvres
- Je swingue !, Futuropolis, 1985
- Le Cobaye, Albin-Michel, 1988
- Les Morts de rire, Futuropolis, 1988
- L'Archimage Robert, avec Froideval, Zenda, 1991
- Mycroft Inquisitor, avec Christophe Arleston et Dominique Latil, Soleil Productions

1. Une fragrance de cadavre, 1995
2. La Bête d'écume, 1997
3. Neiges sanglantes, 1998

- Troidée - Des crottes de nez en perspective, avec Bone Buster, Soleil Productions, coll. « Soleil Kids », 1995
- KO, avec Dominique Latil (scénario), Michel Chevereau (dessin) et Geneviève Penloup (couleurs), Soleil Productions

1. L'Île des sacrifiés, 2000[1].
2. L'Infâme Héros, 2003

- Estelle, avec Raymond Maric (scénario), Carabas

1. 10 jours de poisse, 2001
2. Le Pigeon de Montargis, 2003
3. Les Rendez-vous de l'exposition 1900, 2004
4. Serial Killer, 2007

- Blanche-Neige, Soleil Productions, 2004
- Les Croquemagnons, Carabas coll. « Les Petits Chats Carrés »

1. Mange tes doigts de pieds, 2005
2. Mouches à bouche, 2005

- La Loi du Kanun, avec Michel Chevereau, Glénat, coll. « Grafica »

1. Dette de sang, 2005
2. L'Amazone, 2006
3. Albanie, 2008

- Necromancy, avec Fabien Nury, Dargaud

1. Livre 1, 2008
2. Livre 2, 2009

- Tout doit disparaitre - Travail et souffrances psycholigiques, avec Jean-Louis Fonteneau (scénario) et Marie-Claire Huet (couleurs), Narratives, 2009
- Catacombes avec Michel Chevereau, Glénat, coll. « Grafica »

1. Le Diable vert, 2010
2. L'Ogre, le Zazou, la Résistante, 2011
3. Sous les pavés, les entrailles, 2013

- Hollywood avec Marc Malès (dessin) et Bérengère Marquebreucq (couleurs), Glénat, coll. « Grafica »

1. Flash-back, 2010
2. Ce que je suis et ce que j'aurais pu être, 2012
3. L'Ange gardien, 2013

- S.O.S Lusitania, avec Patrice Ordas (scénario) et Patrick Cothias (scénario), Bamboo

1. La Croisière des orgueilleux, 2013
2. 18 Minutes pour survivre, 2014
3. La Mémoire des noyés, 2015

- La Guerre des amants, avec Olivier Mangin (dessin) et Bérengère Marquebreucq (couleurs) , Glénat, coll. « Grafica »

1. Rouge Révolution, 2013
2. Bleu Bauhaus, 2014

- La Fille de l’Exposition universelle, avec Étienne Willem (dessin) et Tanja Cinna-Wenisch (couleurs), Grand Angle

1. Paris 1855, 2018
2. Paris 1867, 2019
3. Paris 1878, 2021
4. Paris 1889, à paraître